# Szalicilaldehid
A szalicilaldehid (2-hidroxibenzaldehid) szerves vegyület, képlete C6H4CHO-2-OH. A 3- és 4-hidroxibenzaldehiddel együtt a három hidroxibenzaldehid izomer egyike. Színtelen, nagyobb koncentrációban keserűmandula illatú, olajszerű folyadék. Számos kelátképző előállításának fontos kiindulási anyaga.

## Előállítása
Reimer–Tiemann-reakcióval állítják elő fenolból és kloroformból, nátrium- vagy kálium-hidroxid jelenlétében történő hevítéssel:
Másik előállítási útja a fenol vagy származékainak formaldehiddel végzett kondenzációja, majd a keletkező hidroxibenzil-alkohol aldehiddé történő oxidációja.
Általánosan szalicilaldehideket a megfelelő fenolból Duff-reakcióval lehet előállítani, vagy paraformaldehiddel történő kezeléssel magnézium-klorid és bázis jelenlétében.

## Előfordulása
A hajdina illatanyagának egyik jellegzetes összetevője.
Az illatszeriparban használt kasztoreum – az ivarérett kanadai (Castor canadensis) és az eurázsiai hód (Castor fiber) szagmirigyéből nyert váladék – egyik összetevője.
A fentieken kívül több – a levélbogárformák (Chrysomelinae) alcsaládba tartozó – levélbogárféle lárvájának váladékában is megtalálható. Az egyik, szalicilaldehidet termelő levélbogárféle a nagy nyárlevelész (Chrysomela populi).

## Reakciói és felhasználása
Szalicilaldehidből állítják elő:

1. Pirokatechin, 2. benzofurán, 3. szalicilaldehidimin (R = alkil- vagy arilcsoport), 4. 3-karbetoxikumarin

1. Hidrogén-peroxiddal oxidálva pirokatechinné (1,2-dihidroxibenzol) alakul (Dakin-oxidáció).
2. Klórecetsavas éterképzés, majd azt követő gyűrűzárás révén heterociklusos vegyület, benzofurán (kumaron) képződik.
3. Aminokkal kondenzálva kelátképző ligandumok képződnek. Etilén-diaminnal szalén keletkezik, hidroxil-aminokkal szalicilaldoximot ad.
4. Dietil-malonáttal aldolkondenzációs reakcióban 3-karbetoxikumarin (a kumarin egyik származéka) jön létre.

## Fordítás
- Ez a szócikk részben vagy egészben  a   Salicylaldehyde című angol Wikipédia-szócikk ezen változatának fordításán alapul.  Az eredeti cikk szerkesztőit annak laptörténete sorolja fel. Ez a jelzés csupán a megfogalmazás eredetét és a szerzői jogokat jelzi, nem szolgál a cikkben szereplő információk forrásmegjelöléseként.